# Pepe Armil
Pepe Armil (Buenos Aires, Argentina, ? - Ibídem; 1981) fue un actor de cine, teatro y televisión argentino de larga trayectoria artística.

## Carrera
José Armil más conocido por el nombre artístico de Pepe Armil, fue un prestigioso actor de reparto cómico que trabajó extensamente desde la época de oro del cine argentino hasta la década del '80. Su debut cinematográfico se dio con el film El vampiro negro en 1953, protagonizada por Olga Zubarry y Roberto Escalada. Se despidió de la pantalla grande en 1981 con las películas Un terceto peculiar con Jorge Porcel, Susana Giménez y Moria Casán, y con Amante para dos, con Alberto Olmedo, Moria Casán y Tato Bores.
En la pantalla chica mostró su talento para la comicidad en diferentes programas humrísticos, satíricos e infantiles.Fue junto al actor Mariano Vidal Molina los galanes del momento en 1955, brillando junto a la actriz francesa Paulette Christian.
En teatro integra en Chile la compañía de Eugenio Retes en la década del '40. Luego pasa a integrar en Argentina diferentes compañías con primeros directores del país.

## Filmografía
- 1953: El vampiro negro.
- 1954: La edad del amor.
- 1960: Luna Park.
- 1966: La buena vida.
- 1974: Rolando Rivas taxista.
- 1976: ¿Qué es el otoño?.
- 1979: Expertos en pinchazos.
- 1980: A los cirujanos se les va la mano.
- 1981: Las mujeres son cosa de guapos.
- 1981: Un terceto peculiar.
- 1981: Amante para dos.[2]

## Televisión
- 1955: Comedias musicales
- 1956: Milagro en el mar.
- 1959: Las aventuras del capitán Minerva / El capitán Minerva.
- 1972/1973: La selva es mujer.
- 1973: El mundo del espectáculo.
- 1973: Teatro como en el teatro.
- 1973/1974: Fresco y Batata.
- 1975/1976: Alguna vez, algún día.
- 1979: Mañana puedo morir (ep. El otro).
- 1981: Los especiales de ATC .
- 1981: El Show de Carlitos Balá.
- 1981: No toca botón.[3]

## Teatro
- Mónica en tu corazón (1945), de Miguel Frank, junto a la actriz Margarita Lecuona.
- ¡Divorciópolis!... (1955).
- ¡Gran butaca carnavalera! (1955).
- Nina, divertida comedia de Andró Roussin, que jugó junto a Edgardo Cañé y Malisa Zini en el Teatro La Cueva.
- Cenicienta calza el 34 (1959), con María Esther Podestá,  Inés Murray, Thelma del Río y Jorge Ruanova.
- Cayó un alemán del cielo (1959), de Miguel Coronato Paz. Interpretado por Pablo Palitos, Manolita Serra y Alfredo Arrocha.
- La tía de Carlos (1960), bajo la dirección de Enrique Santos Discépolo, con Pablo Palitos y Alejandro Maximino.[4]
- Coca Cola en marcha (1965), estrenado en el Teatro Avenida.[5]
- Los solteros también sufren (1967), con Amalia Ambrosini, Antonio Luisi, Juanita Martinez, Osvaldo Canónico y Susana Rubio. Estrenada en el Teatro General San Martín.
- Aplausos (1972), obra encabezada por Libertad Lamarque en el Teatro Cómico. Con la dirección de Daniel Tinayre.
- La Revista (1980), estrenada en el Teatro Astros, junto a Juan Carlos Calabró, Adriana Aguirre, Ethel Rojo, Jorge Porcel, Tristán, Osvaldo Pacheco, Graciela Butaro, Isabel Coel, César Bertrand, Délfor Medina, Cacho Bustamante, Loanna Müller, Pina Pinal, Gabriela Muñoz y Silvia Rullán.

## Fotonovelas
- Cuando retorne el alba, por la Revista María Rosa, junto a Beatriz Barbieri.
- Almas rebeldes, en la Revista María Rosa con Marcela López Rey.